# Shingo Kumabayashi
Shingo Kumabayashi (熊林 親吾 Kumabayashi Shingo?), född 23 juni 1981 i Akita prefektur, är en japansk fotbollsspelare.
Kumabayashi började sin karriär 2000 i Júbilo Iwata. Efter Júbilo Iwata spelade han för Shonan Bellmare, Yokohama F. Marinos, Vegalta Sendai, Tokushima Vortis, Thespa Kusatsu och Blaublitz Akita. Han avslutade karriären 2015.